# Suwałki Blues Festival

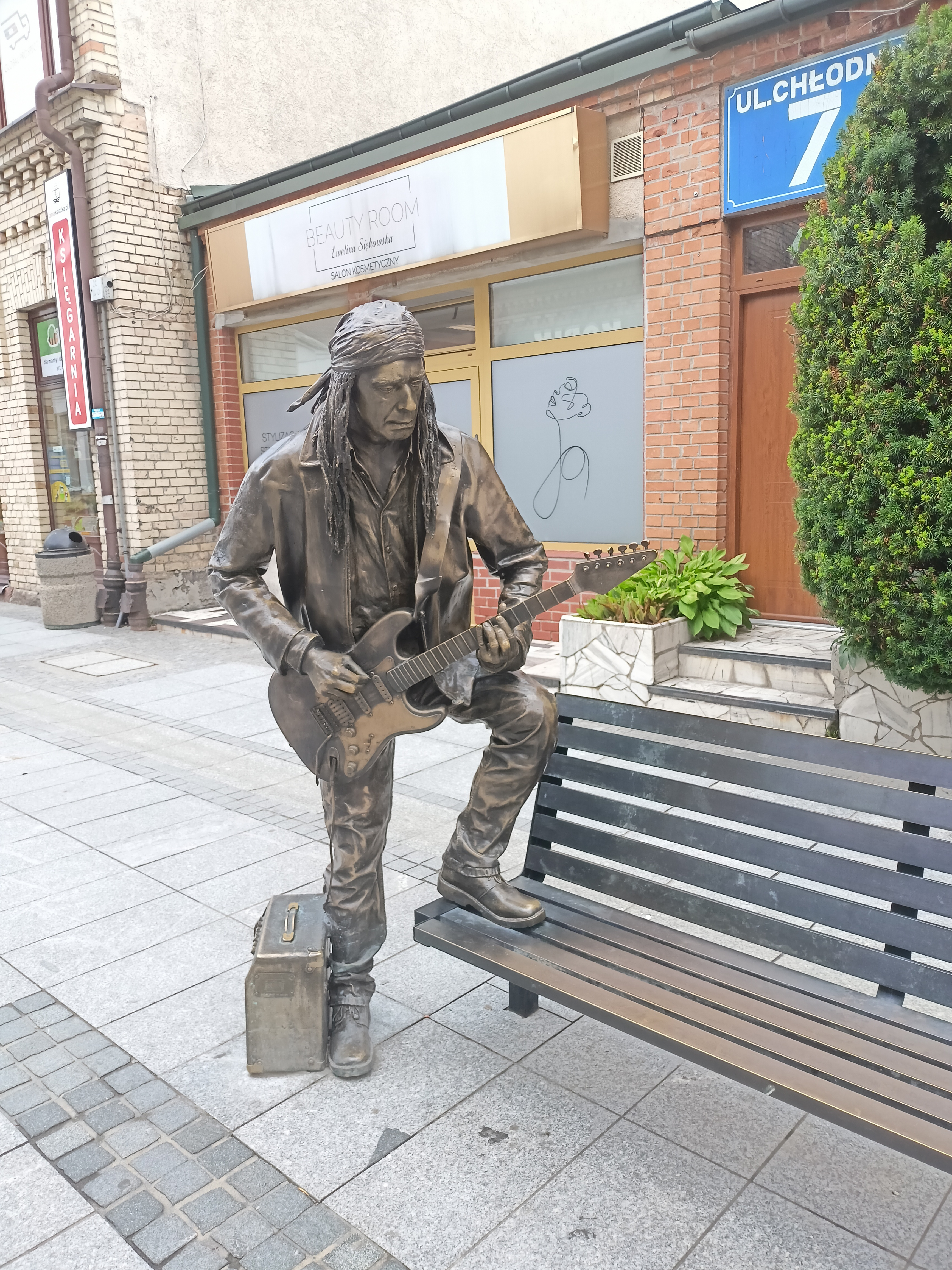
Pomnik muzyka bluesowego w Suwałkach

Suwałki Blues Festival – suwalski festiwal bluesowy organizowany od 2008 roku. Jego organizatorami są Urząd Miejski i Suwalski Ośrodek Kultury. Impreza tradycyjnie odbywa się w drugi weekend lipca. Festiwal znany jest również na arenie międzynarodowej i gości muzyków spoza Polski.

## Najpopularniejsi uczestnicy festiwalu

### 2008
- Dżem
- Sławek Wierzcholski i Nocna Zmiana Bluesa
- Jeremy Spencer & Trond Ytterbo
- AGE
- Knut Reiersrud Band
- Nina Van Horn & Her Band
- Khalif & His Blues Band
- Blueszcz Blues Band

### 2009
- Joe Bonamassa
- Ten Years After
- TSA
- Jarle Bernhoft & Knut Reiersrud Band
- Jesus Volt
- Wanda Johnson

### 2010
- Canned Heat
- Oddział Zamknięty
- Trampled Under Foot
- Big Rooney & The Doghouse
- Dwayne Dopsie & The Zydeco Hellraisers
- Mick Taylor Band
- Jan Błędowski & Nocna Zmiana Bluesa
- Krzak

### 2011
- The Blues Band
- Perfect
- Julian Sas
- AGE
- Ana Popović
- Shakin' Dudi
- Martyna Jakubowicz
- Magda Piskorczyk
- Beata Kossowska & United Blues Experience
- Innes Sibun Band
- B.B. & The Blues Shacks

### 2012
- GLENN HUGHES & HIS BAND (UK/DE/SE)
- BUDDY WHITINGTONE BAND (USA)
- THE YARDBIRDS (UK)
- DŻEM (PL)
- CEDRIC BURNSIDE PROJECT (USA(
- TOM PRINCIPATP & FRED CHAPELLIER BAND (USA/FR)
- B. B> & THE BLUE SHACKS (DE)
- DWAYNE DOPSIE & THE ZYDECO HELLRISERS (USA)DAVE ELLIS BLUES BAND (UK/PL)
- INNES SIBUN BAND (UK)
- ELŻBIETA MIELCZAREK BLUES BAND (PL)
- RITA ENGEDALEN & BACKBONE (NO)

### 2013
Występy 11 lipca
- Blues Eaters – Francja
- AGE
- Michał Urbaniak & Mika Urbaniak – Polska
- Union of Blues – Litwa / Polska

### 2014
- Ginger Baker Jazz Confusion
- Vanilla Fudge
- Nikki Hill
- Rob Tognoni Band
- Chris Duarte Group
- AGE
- Earl Thomas & The Royal Guard
- Ben Poole Band
- Blues Times Shakers
- Puchowski Beat & Dunn
- The Bluestown Kings
- Carvin James Band
- Caravan Blues Band
- Niki Buzz & Dr Blues & Soul Re Vision

Występy 12 lipca
- Hoodo Band – Polska
- The Rhytm Chiefs – Holandia
- Jutas & Belkin Duo – Litwa
- THE BLUESTOWN KINGS feat. Jostein Forsberg, Morten Omlid & Trond Ytterbo – Norwegia
- Szulerzy – Polska
- Willie Mae Unit – Polska
- The Jan Gałach Band – Polska
- Bogdan Szweda & Easy Rider – Polska
- El Trio – Łotwa
- Eric Gales Band – Polska / USA
- Henrik Freischlander Band – Dania
- Hundred Seventy Split – Wielka Brytania
- The Dana Fuschs Band – USA

Występy 13 lipca
- Harpcore – Polska
- Nie Strzelać Do Pianisty & Cheap Tabacco – Polska
- Mojo – Polska
- Bob Der Bluesmeister & His Special Guests – Dania / Polska
- Tres Hombres – Polska / Portugalia
- Tom Portman – Irlandia
- JJL Trio – Polska
- Why Ducky? – Polska
- Flesch Creep – Polska
- Moreland & Arbuckle – USA
- Layla Zoe – Kanada
- Jack Bruce & His Big Blues Band – Wielka Brytania